# Destillierbrücke

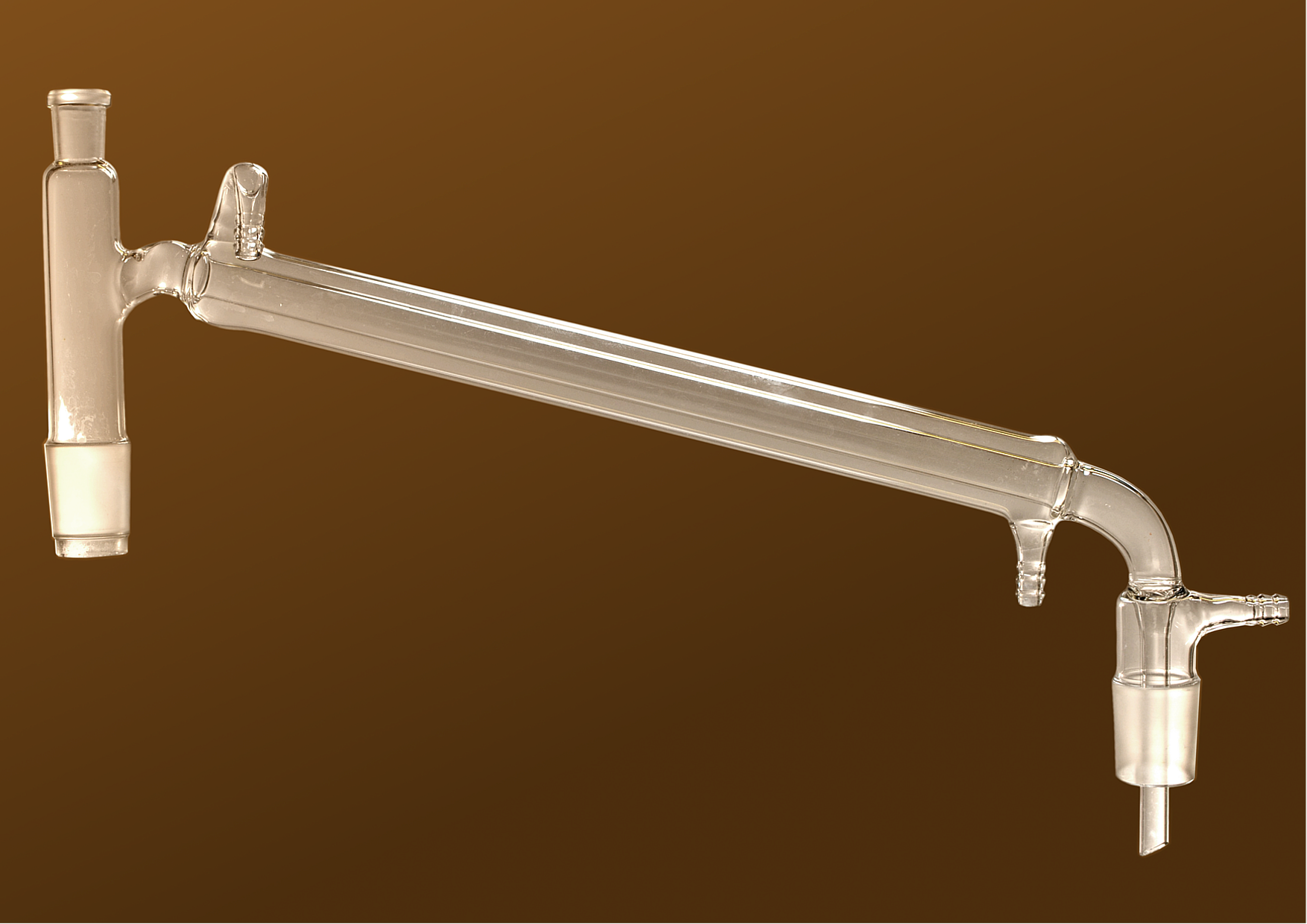
Destillierbrücke mit integriertem Liebigkühler und Destilliervorstoß.

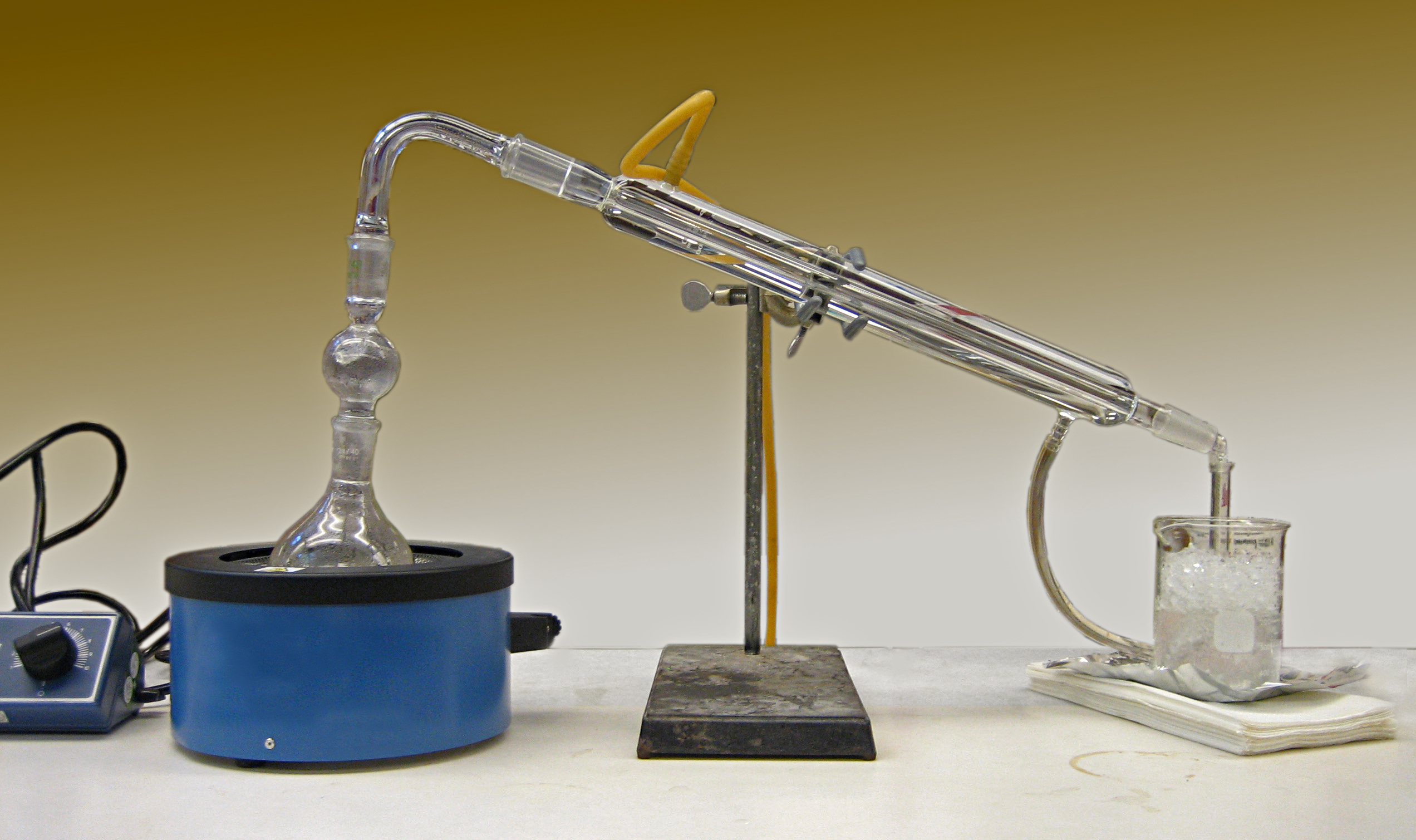
Destillationsapparatur ohne Thermometer: Die Destillierbrücke befindet sich in der Mitte des Aufbaus und ist schräg angeordnet.

Eine Destillierbrücke oder Destillationsbrücke ist eine Glasapparatur, die in der chemischen Laboratoriumstechnik benutzt wird. Sie wird zur Destillation eingesetzt, wobei Destillationsaufsatz, Kühler und Vorstoß vom Glasbläser in einem Stück gefertigt sind.
Es gibt viele verschiedene Ausführungen von Destillierbrücken.
Der zentrale Vorteil einer komplett vom Glasbläser „im Stück“ gefertigten Destillierbrücke gegenüber einer aus separaten Einzelteilen aufgebauten Destillationsapparatur besteht darin, dass diese Destillationsbrücke weniger potentiell undichte Verbindungsstellen enthält. Oft lässt sich dadurch bei der Vakuumdestillation ein besseres Vakuum erreichen.

Destillierbrücke
Destillierbrücke mit Liebigkühler
Destillierbrücke mit Thermometer im Versuchsaufbau (Vakuumdestillation)
Destillierbrücke mit Thermometer im Versuchsaufbau (atmosphärischer Druck)